# Air Liki Baru
Air Liki Baru is een bestuurslaag in het regentschap Merangin van de provincie Jambi, Indonesië. Air Liki Baru telt 428 inwoners (volkstelling 2010).